# Drosophila sinuata
Drosophila sinuata este o specie de muște din genul Drosophila, familia Drosophilidae, descrisă de Bock în anul 1982. Conform Catalogue of Life specia Drosophila sinuata nu are subspecii cunoscute.